# .az
A .az az Azerbajdzsán internetes legfelső szintű tartomány kódja, melyet 1993-ban hoztak létre.

## Második szintű tartománykódok
- com.az
- net.az
- int.az
- gov.az
- org.az
- edu.az
- info.az
- pp.az
- mil.az
- name.az
- pro.az
- biz.az